# Clemizol
Clemizol ist ein Arzneistoff aus der Gruppe der Antihistaminika. Clemizol wurde in den 1950er Jahren entdeckt.

## Pharmakologie
Clemizol ist ein H1-Rezeptor-Antagonist zur Behandlung von allergischen Reaktionen. In diesem Anwendungsgebiet therapeutisch nicht eingesetzt, wird es für andere medizinische Verwendungen untersucht, wie zur Behandlung des Dravet-Syndroms oder von Hepatitis C.
Das Dravet-Syndrom ist eine Epilepsie-Form bei Kindern und hat eine schwere Verlaufsform.  Eine mögliche hirnaktive Wirkung von Clemizol wurde im Tiermodell an mutierten Zebrafischen geprüft. Der Wirkstoff unterdrückte den vermehrten Bewegungsdrang und krampfartige Zustände der Fische. Clemizol bindet auch an Serotoninrezeptoren und in einer kleinen Studie an fünf Patienten mit Dravet-Syndrom beobachteten die Forscher bei einem anderen Arzneistoff (Lorcaserin), der auch auf Serotoninsignalwege wirkt, eine Verringerung der Anfallshäufigkeit und/oder –schwere. Aus beidem schließen sie auf eine mögliche antiepileptische Wirkung von Clemizol.
Ferner ist für Clemizol eine potenzielle therapeutische Wirksamkeit bei Hepatitis-C-Infektionen beschrieben. Die Wirkung entsteht über die Hemmung der Protein-RNA-Interaktion des Nichtstrukturproteins 4B (NS4B) des Hepatitis-C-Virus, welches an dessen Replikation beteiligt ist.
Vor dem Hintergrund einer therapeutischen Verwendung ist auch die Untersuchung der Unbedenklichkeit von Belang. In einer Studie wurde untersucht, ob Clemizol kardiale Kalium-Ströme blockiert und somit die kardiale Repolarisation beeinflusst. Die Ergebnisse zeigen, dass Clemizol hERG-Kanäle stark blockiert, kardiale IKs-Ströme hemmt, die kardiale Repolarisation verzögert und dadurch das QT-Intervall verlängert.

## Synthese
Die mehrstufige Synthese von Clemizol ist in der folgenden Reaktionssequenz beschrieben:

## Sonstiges
Arzneilich verwendet wird auch das Monohydrochlorid.
Salzbildung von Benzylpenicillin mit Clemizol (Clemizol-Penicillin) bewirkt eine längere Wirkdauer des Penicillins („Depot-Penicillin“).